# 上七镇
上七镇，是中华人民共和国陕西省安康市汉阴县一个已撤销的乡级行政区，2015年，陕西省民政厅批复同意撤销上七镇，将其所辖行政区域划归漩涡镇。